# Сало Флор
Сало Флор (рус. Саломон (Сало) Михайлович Флор; Горондек, 21. новембар 1908 — Москва, 18. јули 1983) је био чехословачко-совјетски шахиста.

## Биографија
Рођен је 21. новембра 1908. у Городенки, у тадашњој Аустроугарској (данас Украјина), као други син од родитеља Јевреја, средње класе. На почетку Првог светског рата, пошто су му родитељи убијени у етничким сукобима као сироче бива усвојен у оближњој Чехословачкој.
У тинејџерским данима Сало је показивао инересовање за шах (прилично поштован од европских Јевреја). 1924. у Прагу добро познати мајстори Рети и Спилман играли су симултанку о којој је Сало извештавао. Током следеће четири године се интензивног самообразовао, тако да је стекао знање као да је био члан неког локалног клуба. 1928/29 заузима прво место на Меморијалном турниру Каутског и постаје шампион Прага.

## Шаховска каријера
1929. је учесник свог првог међународног турнира у Словенији. На свом међународном дебију заузима друго место иза бриљантног Акибе Рубинштајна.
Флорова најбоље играчке године су у периоду 1930-38. Аљехин је био на врху, Капабланка на другом месту, а Флор је заузимао солидно треће место у свету. Комплетна листа турнира на којима је учествовао и побеђивао је изузетно дуга.
У мечу 1932. ремизирао је са Евеом и поразио Султан Кана; 1933. ремизира са Ботвиником и побеђује Гроба. На турниру у Хејстингсу побеђује 1931/32 и 1934/35 године. 1935. је поделио прво место са Ботвиником, а 1936. у Маргејту је освојио титулу.

## Други светски рат
У то време, Чехословачка је била нова нација која се тешко борила за политичку и културну независност (растргана између Нациста на југу и Совјета на северу). У том времену су били потребни „хероји“, и звезда у успону Сало Флор је био подесан за то. Ускоро постаје национални херој.
На основу својих резултата ФИДЕ га именује као званичног изазивача светском прваку Аљехину, и преговори око меча су отпочели. Ово је био разлог што је Флор отпутовао у Холандију 1938. на AVRO турнир.
Пристигле су га ускоро вести о претњи инвазијом на Чехословачку, која је била без савезника и војно ослабљена. Брзо је окупурана од нацистичких регименти. Чехословачка је постала протекторат Трећег рајха. Флор је био у немогућности да се врати у домовину јер су границе биле затворене; његова породица није могла да изађе са новоформиране територије. Флор је технички био персона нон грата и одлучује да играо у Холандији. Постигао је врло скроман резултат на турниру.

## Постаје држављанин СССР-а
Флор се активно ангажовао у борби против нациста. 1942. постаје држављанин Совјетског Савеза. Та одлука има снажну подршку његовог пријатеља Ботвиника, који је имао добре позиције у совјетској политичкој хијерархији (шах је постао „пролетерска едукација и рекреација“ par excellence по Марксу). На крају рата Флор се преселио са својом породицом у Москву.
После преласка у СССР постао је познат као „реми мајстор“. Умро је 18. јула 1983. у Москви, СССР.

## Шаховски аутор
После 1948. постао је аналитичар у тиму Михаила Ботвиника и престао је са активним такмичењем, а писао је шаховске чланке за совјетску штампу. Био је један од најбољих шаховских писаца.
- Сало Флор: 12th Chess Tournament of Nations [Moscow 1956 Olympiad], Moscow, Fiskultura i Sport, 1957 (Russian).
- Сало Флор: Salo Flohr's Best Games of Chess, (translated from the Russian by Gregory S. Donges), Davenport, Iowa, Thinker's Press. 1985.  978-0-938650-34-8..
- Viktor D. Baturinsky (Hg): Grandmaster Flohr, Moscow, Fiskultura i Sport, 1985 (Russian).
- Helmut Wieteck: Salo Flohr und das Schachleben in der Tschechoslawakei, Hamburg, Neu-Jung Verlag. 2005.  978-3-933648-26-6. (German).